# New Orleans Bowl 2018
Match précédent Match suivant
Le New Orleans Bowl 2018 est un match de football américain de niveau universitaire joué après la saison régulière de 2018, le 15 décembre 2018 au Mercedes-Benz Superdome de La Nouvelle-Orléans dans l'État de Louisiane aux États-Unis. 
Il s'agit de la 18e édition du New Orleans Bowl.
Le match met en présence l’ équipe des Blue Raiders de Middle Tennessee issue de la Conference USA et l’équipe des Mountaineers d'Appalachian State issue de la Sun Belt Conference.
Il débute à 20 heures, heure locale et est retransmis à la télévision par ESPN.
Sponsorisé par la société R+L Carriers (en), le match est officiellement dénommé le  2018 R+L Carriers New Orleans Bowl.
Les Mountaineers d'Appalachian State remportent l match 45 à 13.

## Présentation du match
Il s'agit de la quatrième rencontre entre ces deux équipes :
| Date              | Vainqueur        | Score   | Perdant          | Lieu      | Compétition                          |
| ----------------- | ---------------- | ------- | ---------------- | --------- | ------------------------------------ |
| 14 septembre 1974 | Appalachian St   | 7 - 18  | Middle Tennessee | Boone, NC | Championnat                          |
| 25 novembre 1989  | Middle Tennessee | 24 - 21 | Appalachian St   |           | 1er tour de playoffs de la Div. I-AA |
| 28 novembre 1992  | Middle Tennessee | 35 - 10 | Appalachian St   |           | 1er tour de playoffs de la Div. I-AA |

| Équipes                                                                                           | Conférences | Entraîneurs             | Stats. saison rég. | Classements avant le bowl CFP-AP-Coaches |
| ------------------------------------------------------------------------------------------------- | ----------- | ----------------------- | ------------------ | ---------------------------------------- |
| Blue Raiders de Middle Tennessee                                                                  | C-USA       | Rick Stockstill (en)    | 8 - 5              | NC                                       |
| Mountaineers d'Appalachian State                                                                  | Sun Belt    | Mark Ivey (intérimaire) | 10 - 2             | NC                                       |
| Arbitre : Adam Savoie Équipe donnée favorite par les bookmakers : Appalachian State par 9 points. |             |                         |                    |                                          |

### Blue Raiders de Middle Tennessee
Avec un bilan global en saison régulière de 8 victoires et 5 défaites (7-1 en matchs de conférence), Middle Tennessee est éligible et accepte l'invitation pour participer au New Orleans Bowl de 2018.
Ils terminent 1er de la East Division de la Conference USA et perdent la finale de conférence 25 à 27 contre les Blazers de l'UAB.
À l'issue de la saison 2018 (bowl non compris), ils n'apparaissent pas dans les classements CFP, AP et Coaches.
Il s'agit de leur 2e participation au New Orleans Bowl. Ils avaient remporté le New Orleans Bowl 2009 42 à 32 contre Southern Miss.
| Poste       | Joueur           | Statistiques                                                     |
| ----------- | ---------------- | ---------------------------------------------------------------- |
| Quarterback | Brent Stockstill | 301/427 passes réussies pour 3214 yards, 28 TDs, 8 interceptions |
| Coureur     | Chaton Mobley    | 113 courses pour 568 yards nets gagnés et 4 TDs                  |
| Receveur    | Ty Lee           | 67 réceptions pour 828 yards et 7 TDs                            |

### Mountaineers d'Appalachian State
Avec un bilan global en saison régulière de 10 victoires et 2 défaites (7-1 en matchs de conférence), Appalachian State est éligible et accepte l'invitation pour participer au New Orleans Bowl de 2018.
Ils terminent 1er de la East Division de la Sun Belt Conference et remportent la finale de conférence 30 à 19 contre Louisiana.
À l'issue de la saison 2018 (bowl non compris), ils n'apparaissent pas dans les classements CFP, AP et Coaches.
Il s'agit de leur première apparition au New Orleans Bowl.
| Poste       | Joueur              | Statistiques                                                     |
| ----------- | ------------------- | ---------------------------------------------------------------- |
| Quarterback | Zac Thomas          | 144/230 passes réussies pour 1862 yards, 18 TDs, 4 interceptions |
| Coureur     | Darrynton Evans     | 165 courses pour 1079 yards nets gagnés et 7 TDs                 |
| Receveur    | Corey Xavier Sutton | 36 réceptions pour 695 yards et 8 TDs                            |

## Résumé du match
Résumé et photo sur la page du site francophone The Blue Pennant.
Début du match à 20 h 05, fin à  23 h 08  pour une durée totale de jeu de 3  h 03 min, joué en indoor.
| QT          | Temps       | Drive       | Drive       | Drive       | Équipe      | Description de l'action | Score | Score |
| QT          | Temps       | Jeux        | Yards       | TDP         | Équipe      | Description de l'action | MTSU  | APP   |
| ----------- | ----------- | ----------- | ----------- | ----------- | ----------- | --- | ----- | ----- |
| 1           | 05:15       | 7           | 39          | 03:18       | MTSU        | FG de 24 yards par K Holt Crews | 3     | 0     |
| 2           | 13:48       | 10          | 72          | 04:34       | APP         | FG de 22 yards par K Staton Chandler | 3     | 3     |
| 2           | 10:06       | 3           | 44          | 01:01       | APP         | TD de 30 yards par WR Hennigan Thomas à la suite d'une réception de passe de WR Williams Malik + 1 point de conversion par K Staton Chandler | 3     | 10    |
| 2           | 06:38       | 7           | 41          | 03:02       | APP         | TD de 8 yards par QB Thomas Zac à la suite d'une réception de passe de WR Williams Malik + 1 point de conversion par K Staton Chandler       | 3     | 17    |
| 2           | 00:45       | 8           | 85          | 02:01       | APP         | TD de 1 yard par TE Pearson Henry à la suite d'une réception de passe de QB Thomas Zac + 1 point de conversion par K Staton Chandler         | 3     | 24    |
| 2           | 00:00       | 6           | 59          | 00:45       | MTSU        | FG de 33 yards par K Holt Crews | 6     | 24    |
| 3           | 11:06       | 10          | 75          | 03:54       | APP         | TD de 17 yards par WR Sutton Corey à la suite d'une réception de passe de QB Thomas Zac + 1 point de conversion par K Staton Chandler        | 6     | 31    |
| 3           | 08:01       | 2           | 64          | 00:46       | APP         | TD à la suite d'une course de 63 yards par RB Peoples Camerun + 1 point de conversion par K Staton Chandler                                  | 6     | 38    |
| 3           | 05:56       | 5           | 75          | 02:05       | MTSU        | TD de 43 yards par WR Upton Isiah à la suite d'une réception de passe de QB Stockstill Brett + 1 point de conversion par K Holt Crews        | 13    | 38    |
| 4           | 13:06       | 6           | 66          | 02:11       | APP         | TD de 11 yards par WR Sutton Corey à la suite d'une réception de passe de QB Thomas Zac + 1 point de conversion par K Staton Chandler        | 13    | 45    |
| Score final | Score final | Score final | Score final | Score final | Score final | Score final | 13    | 45    |

## Statistiques
| Statistiques                           | MTSU                                                 | APP                                                   |
| -------------------------------------- | ---------------------------------------------------- | ----------------------------------------------------- |
| 1er down                               | 24                                                   | 23                                                    |
| 1er down à la course                   | 7                                                    | 9                                                     |
| 1er down à la passe                    | 16                                                   | 11                                                    |
| 1er down suite pénalité                | 1                                                    | 3                                                     |
| Conversion de 3e down                  | 5/13                                                 | 7/10                                                  |
| Conversion de 4e down                  | 0/2                                                  | 0/0                                                   |
| Jeux–yards                             | 72 jeux pour 392 yards                               | 60 jeux pour 448 yards                                |
| Yards à la course                      | 35 courses pour 62 yards moyenne de 1,8 yards/course | 34 courses pour 233 yards moyenne de 6,9 yards/course |
| Yards à la passe                       | 330                                                  | 215                                                   |
| Passes : Réussies-Tentées-Interceptées | 25/37 passes complétées, 2 interceptions             | 17/26 passes complétées, 2 interceptions              |
| Réussite en zone rouge/chances         | 2/3                                                  | 5/5                                                   |
| TD                                     | 1                                                    | 6                                                     |
| Field Goals                            | 2/3                                                  | 1/1                                                   |
| Sacks (Nombre-Yards)                   | 0/0 yard adverse perdu                               | 6 pour 33 yards adverses perdus                       |
| Fumbles (Nombre/Perdus)                | 0/0                                                  | 0/0                                                   |
| Pénalités (Nombre/Yards perdus)        | 12 pour 89 yards perdus                              | 8 pour 50 yards perdus                                |
| Temps de possession                    | 33:31                                                | 26:29                                                 |

| Nom        | Équipe            | Poste |
| ---------- | ----------------- | ----- |
| Zac Thomas | Appalachian State | QB    |

| Quarterbacks        | Quarterbacks        | Quarterbacks                                                                                  |
| ------------------- | ------------------- | --------------------------------------------------------------------------------------------- |
| MTSU                | Brent Stockstill    | 25/37 passes complétées, 330 yards, 2 interceptions, 1 TD, 6 sacks subis, évaluation QB=140,6 |
| APP                 | Thomas Zac          | 15:24 passes complétées, 179 yards, 2 interceptions, 3TDs, 0 sack subi , évaluation QB=149    |
| Meilleurs coureurs  |                     |                                                                                               |
| MTSU                | Chaton Mobley       | 10 courses pour 50 yards nets gagnés, 0 TD, moyenne de 5 yards/course                         |
| APP                 | Darrynton Evans     | 14 courses pour 114 yards nets gagnés, 0 TD, moyenne de 7,7 yards/course                      |
| Meilleurs receveurs |                     |                                                                                               |
| MTSU                | Gatlin Casey        | 6 réceptions pour 64 yards gagnés, 0 TD                                                       |
| APP                 | Sutton Corey        | 8 réceptions pour 78 yards gagnés, 2 TDs                                                      |
| Meilleurs tacklers  |                     |                                                                                               |
| MTSU                | Reed Blankenship    | 6 tacles en solo, 2 interceptions                                                             |
| APP                 | Davis-Gaither Akeem | 10 tacles dont 7 en solo, 1½ TFL, ½ sack                                                      |